# Philodendron brandii
Philodendron brandii är en kallaväxtart som beskrevs av Michael Howard Grayum. Philodendron brandii ingår i släktet Philodendron och familjen kallaväxter.
Artens utbredningsområde är Colombia. Inga underarter finns listade.